# Der Jüngling aus der Konfektion
Der Jüngling aus der Konfektion è un film muto del 1926 diretto da Richard Löwenbein.

## Produzione
Il film fu prodotto dalla casa di produzione berlinese Domo-Strauß-Film GmbH.

## Distribuzione
Distribuito dalla Strauss Film, uscì nelle sale cinematografiche tedesche presentato al Primus-Palast di Berlino il 19 novembre 1926. Il visto di censura B.14205, rilasciato il 18 novembre, ne vietava la visione ai minori.